# Łarisa Korobiejnikowa
Łarisa Wiktorowna Korobiejnikowa (ros. Лариса Викторовна Коробейникова, ur. 26 marca 1987 w Kurganie) – rosyjska florecistka, trzykrotna medalistka olimpijska i wielokrotna medalistka mistrzostw świata.
Na igrzyskach olimpijskich w Londynie w 2012 roku wspólnie z Aidą Szanajewą, Inną Dierigłazową i Kamiłłą Gafurzianową wywalczyła srebrny medal w rywalizacji drużynowej. Brała też udział w igrzyskach olimpijskich w Tokio, gdzie indywidualnie była trzecia, ustępując jedynie Lee Kiefer z USA i Innie Dierigłazowej. Ponadto Rosjanki w składzie: Łarisa Korobiejnikowa, Inna Dierigłazowa, Adielina Zagidullina i Marta Martjanowa zwyciężyły w rywalizacji drużynowej. 
Wielokrotnie zdobywała medale mistrzostw świata w zawodach drużynowych, w tym złote na MŚ w Katanii (2011), MŚ w Rio de Janeiro (2016) i MŚ w Budapeszcie (2019), srebrne na MŚ w Antalyi (2009), MŚ w Kazaniu (2014) i MŚ w Moskwie (2015) oraz brązowy podczas MŚ w Budapeszcie (2013). 
Zdobywała także medale mistrzostw Europy, w tym złote drużynowo na mistrzostwach Europy w Toruniu (2016) i mistrzostwach Europy w Düsseldorfie (2019).
W 2012 roku odznaczona przez władze państwowe medalem orderu „Za zasługi dla Ojczyzny”. Ukończyła studia wyższe w Instytucie Wychowania Fizycznego i Sportu w Rostowie nad Donem.